# Ferrari F2008
O  F2008 foi o modelo da Ferrari na temporada de 2008 da Fórmula 1. Condutores: Kimi Räikkönen e Felipe Massa.  
Com este carro, a Ferrari venceu o Campeonato Mundial de Construtores de 2008.  

## Resultados[1]
(legenda) (em negrito indica pole position e itálico volta mais rápida)
| Ano  | Chassi | Motor          | Pneus | Nº | Pilotos        | 1   | 2   | 3   | 4   | 5   | 6   | 7   | 8   | 9   | 10  | 11  | 12  | 13  | 14  | 15  | 16  | 17  | 18  | Pontos | Posição |  |
| ---- | ------ | -------------- | ----- | -- | -------------- | --- | --- | --- | --- | --- | --- | --- | --- | --- | --- | --- | --- | --- | --- | --- | --- | --- | --- | ------ | ------- |  |
|      |        |                |       |    |                |     |     |     |     |     |     |     |     |     |     |     |     |     |     |     |     |     |     |        |         |  |
|      |        |                |       |    |                | AUS | MAL | BHR | ESP | TUR | MON | CAN | FRA | GBR | GER | HUN | EUR | BEL | ITA | SIN | JPN | CHN | BRA |        |         |  |
| 2008 | F2008  | Ferrari 056 V8 | B     | 1  | Kimi Raikkonen | 8†  | 1   | 2   | 1   | 3   | 9   | Ret | 2   | 4   | 6   | 3   | Ret | 18† | 9   | 15  | 3   | 3   | 3   | 172*   | 1°      |  |
| 2008 | F2008  | Ferrari 056 V8 | B     | 2  | Felipe Massa   | Ret | Ret | 1   | 2   | 1   | 3   | 5   | 1   | 13  | 3   | 17† | 1   | 1   | 6   | 13  | 7   | 2   | 1   | 172*   | 1°      |  |

* Campeão da temporada
† Completou mais de 90% da distância da corrida.